# Адольф Зінцінгер
Адольф Зінцінгер (нім. Adolf Sinzinger; 29 січня 1891, Зубен — 14 червня 1974, Вельс) — австрійський і німецький офіцер, генерал-лейтенант вермахту (1 січня 1943). Кавалер Лицарського хреста Залізного хреста.

## Біографія
Син тюремного охоронця. В 1910 році поступив на службу в австро-угорську армію. Учасник Першої світової війни. Після війни продовжив службу в австрійській армії. В 1925 році вперше вступив у НСДАП (повторно в 1932 році) і СА. Учасник Липневого путчу. Після аншлюсу автоматично перейшов у вермахт і призначений командиром 89-го єгерського полку. Як командир 257-го полку 83-ї піхотної дивізії брав участь у Французькій кампанії і німецько-радянській війні. В січні 1942 року був бойовим комендантом Веліжа. На цій посаді Зінцінгер запобіг знищенню місцевих євреїв, не дозволивши командиру зондеркоманди 7а Курту Мачке здійснити масовий розстріл. Існують чутки, що Зінцінгер дозволив євреям перейти лінію фронту. З 13 лютого по 2 листопада 1942 року — командир своєї дивізії. З 15 березня 1944 року — військовий комендант Відня. Під час Липневої змови виконав вказівки Клауса фон Штауффенберга і заарештував вищих партійних функціонерів. 29 липня заарештований, утримувався у фортеці в Північній Німеччині, звідки був звільнений американськими військами. В 1946 році був внесений у 4-й список воєнних злочинців, проте невідомо, чи йому були пред'явлені звинувачення.

## Нагороди
- Бронзова і срібна медаль «За військові заслуги» (Австро-Угорщина) з мечами
- Хрест «За військові заслуги» (Австро-Угорщина) 3-го класу з військовою відзнакою і мечами
- Орден Залізної Корони 3-го класу з військовою відзнакою і мечами
- Військовий Хрест Карла
- Медаль «За поранення» (Австро-Угорщина) з двома смугами
- Пам'ятна військова медаль (Австрія) з мечами
- Хрест «За вислугу років» (Австрія) 2-го класу для офіцерів (25 років)
- Пам'ятна військова медаль (Угорщина) з мечами
- Почесний хрест ветерана війни з мечами
- Медаль «За вислугу років у Вермахті» 4-го, 3-го, 2-го і 1-го класу (25 років)
- Нагрудний знак «За поранення» в чорному
- Залізний хрест 2-го і 1-го класу
- Штурмовий піхотний знак в сріблі
- Лицарський хрест Залізного хреста (9 лютого 1942)
- Золотий партійний знак НСДАП (30 січня 1943)
- Медаль «За вислугу років у НСДАП»